# Satyrium w-album
La rabicorta w-blanca (Satyrium w-album) es una mariposa de la familia Lycaenidae.

## Aspecto, comportamiento
Se trata de una pequeña mariposa de color oscuro que pasa la mayor parte de su vida en la parte alta de los árboles, alimentándose de ligamaza, por lo que solo es posible observarla a través de binoculares. Su anverso es marrón oscuro con una pequeña mancha naranja en la esquina inferior de las alas posteriores. El macho tiene una pequeña mancha pálida en las alas delanteras formada por escamas de feromonas. El reverso es de un marrón más claro, con una fina línea blanca en forma de "w-blanca", lo que proporciona su nombre a este grupo de mariposas. El filo exterior de las alas posteriores tiene un borde anaranjado, aunque no presenta color naranja en las alas delanteras, como si tiene la mariposa de la especie Satyrium pruni, de similares características. Presenta además dos colas cortas en las alas posteriores. Forman parte del grupo de mariposas que siempre se posan con sus alas cerradas.

## Distribución
Se la encuentra en muchos lugares en Europa, incluyendo Escandinavia, y más allá de los Urales, extendiéndose hasta el Extremo oriente, incluyendo Japón.  El insecto tiene una marcada distribución disjunta a lo largo del hemisferio del norte. Ausente en América del Norte.

## Reino Unido
Amplia pero irregularmente distribuida por la mayor parte de Inglaterra, ausente en Escocia, Irlanda, Gales occidental y la mayor parte de Cornualles. La propagación de la enfermedad holandesa del olmo en la década de los setenta inevitablemente provocó un gran impacto sobre la población británica de esta especie, pero desde entonces se ha recuperado bastante en el territorio y aún continúa ampliando su distribución.
Para salvaguardar el futuro de esta mariposa, algunas organizaciones conservacionistas del Reino Unido, tales como las delegaciones de Hampshire y la Isla de Wight de la Butterfly Conservation y la Forestry Commission, han plantado cultivares resistentes a la enfermedad, principalmente cultivares de olmo 'Morfeo'. El olmo blanco europeo, resistente también al escarabajo, ha sido plantado sobre todo por la delegación de The Wildlife Trust en Cheshire. Más detalles sobre estos proyectos se pueden encontrar en la sección de referencias de este artículo.

## Ciclo de vida y alimentación
Los huevos son depositados individualmente, por lo general en las cicatrices de la uniones cerca de las yemas terminales de los olmos. El olmo de monte (Ulmus glabra) suele ser el preferido, pero también el olmo inglés (Ulmus procera) y el olmo común (Ulmus menor var. Menor) son también utilizados, y algunas especie exótica, sobre todo el olmo japonés (Ulmus davidiana var. japonica), y cultivares híbridos ornamentales como el 'Sapporo Autumn Gold'. La mariposa normalmente se reproduce en los árboles maduros, pero hay una cierta evidencia que sugiere que es posible que se haya adaptado a los retoños que brotan de las raíces de los olmos muertos. A diferencia de otras mariposas de su género, los huevos son más difíciles de encontrar durante los meses de invierno, ya que se vuelven marrones con la edad y, por tanto, menos fáciles de localizar sobre las ramas.

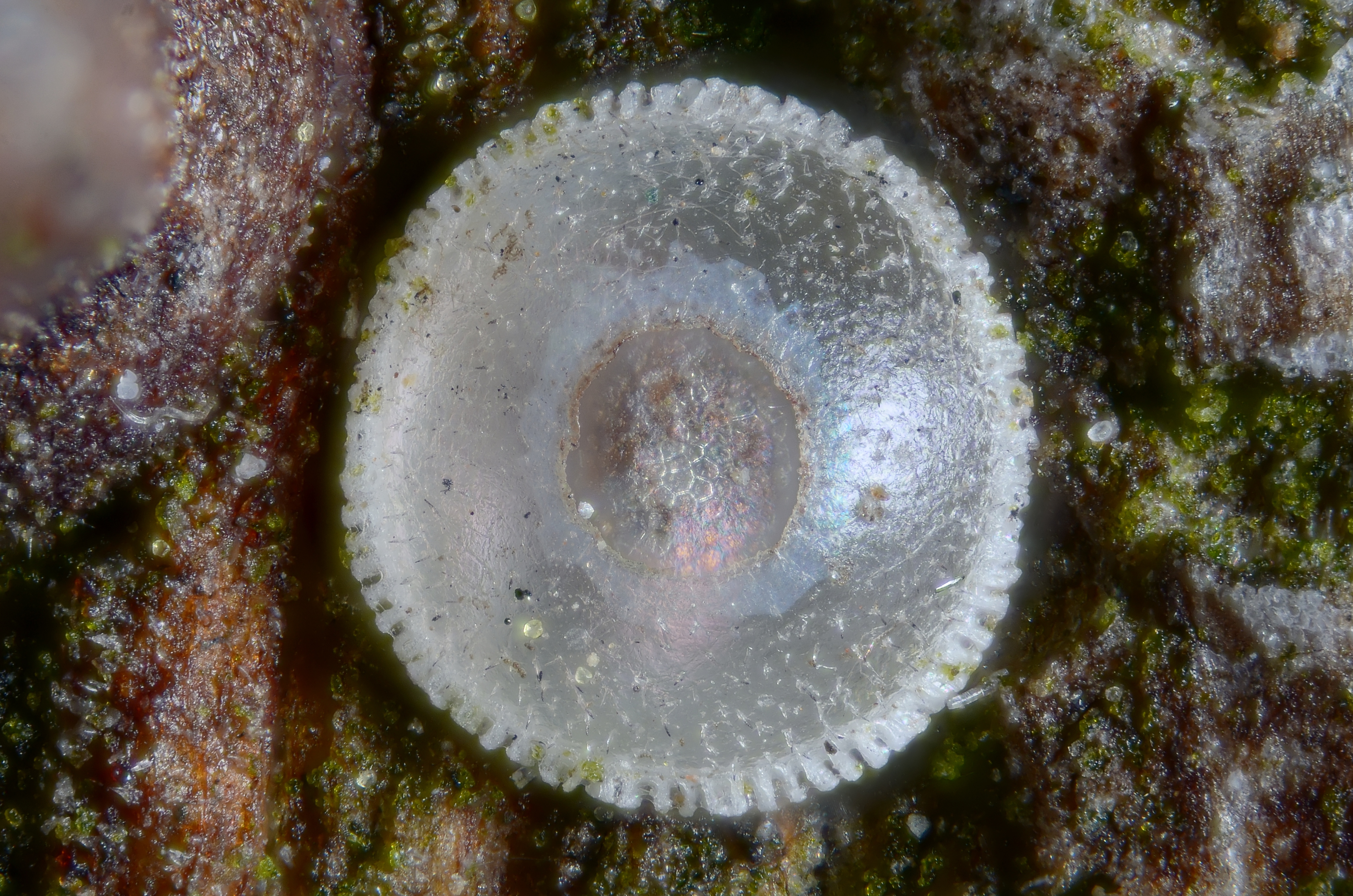
Huevo

Las orugas eclosionan en marzo al tiempo que el olmo empieza a florecer. Se alimentan de las flores y luego de las semillas antes de pasar a los brotes de las hojas conforme la estación avanza. La pupación tiene lugar bajo una hoja o una ramita; parece que hay poca asociación con las hormigas. Los adultos permanecen alados hasta mediados de agosto en el Reino Unido, donde hay una cría cada año. Las mariposas ocasionalmente desciende a las copas de néctar de flores cuando la ligamaza es inutilizable, sobre todo después de que las lluvias intensas la han eliminado de las hojas. La flor preferida por la mariposa es la del cardo cundidor, pero también la de zarzamora y otras especies son utilizadas. En Francia, la mariposa ha sido observada livando en la Buddleja davidii.